# 299.ª Divisão de Infantaria (Alemanha)
A 299ª Divisão de infantaria foi uma unidade militar da Alemanha, que atuou na Segunda Guerra Mundial. A unidade foi formada em fevereiro de 1940 em Erfurt como parte da 8ª Onda (em alemão:8. Welle). A unidade foi destruída na Frente Oriental no mês de julho de 1944.
A divisão foi reformada no dia 1 de setembro de 1944 a partir do Korps-Abteilung G voltando para o fronte, sendo destruída no mês de março de 1945 no Bolsão de Heiligenbeil, Leste da Prússia. O staff da divisão formou o staff do Reichsarbeitdienst-Division 1 (Divisão de Infantaria Schlageter).

## Comandantes
| Comandante                          | Data                                            |
| ----------------------------------- | ----------------------------------------------- |
| General der Artillerie Willi Moser  | 6 de abril de 1940 - 1 de novembro de 1942      |
| Generalleutnant Viktor Koch         | 1 de novembro de 1942 - 5 de novembro de 1942   |
| Generalleutnant Hans Bergen         | 5 de novembro de 1942 - 3 de maio de 1943       |
| Generalleutnant Ralph Graf d'Oriola | 3 de maio de 1943 - 15 de janeiro de 1944       |
| Generalleutnant Paul Reichelt       | 15 de janeiro de 1944 - 13 de março de 1944     |
| Generalleutnant Ralph Graf d'Oriola | 13 de março de 1944 - 28 de junho de 1944       |
| Generalleutnant Hans Junck          | 28 de junho de 1944 - 31 de julho de 1944       |
| Generalmajor Karl Göbel             | 1 de setembro de 1944 - 16 de fevereiro de 1945 |

## Oficiais de operações
| Major Wilhelm Meyer-Detring     | 8 de fevereiro de 1940 - 10 de julho de 1940 |
| Major Alfred Zerbel             | 10 de julho de 1940 - 4 de setembro de 1942  |
| Oberstleutnant Gerd von Coelln  | novembro de 1942 - outubro de 1943           |
| Oberstleutnant Albert Schindler | 20 de setembro de 1943 - 5 de junho de 1944  |
| Major Hellmut Schreiber         | 5 de junho de 1944 - março de 1945           |

## Área de operações
| Alemanha                       | fevereiro de 1940 - maio de 1940     |
| França                         | maio de 1940 - junho de 1941         |
| Frente Oriental, setor sul     | junho de 1941 - fevereiro de 1942    |
| Frente Oriental, setor central | fevereiro de 1942 - julho de 1944    |
| Polônia e Leste da Alemanha    | setembro de 1944 - fevereiro de 1945 |

## Ordem de Batalha

### 1940
Infanterie-Regiment 528
Infanterie-Regiment 529
Infanterie-Regiment 530
Artillerie-Regiment 299
Divisionseinheiten 299

### 1943
Grenadier-Regiment 528
Grenadier-Regiment 529
Grenadier-Regiment 530
Artillerie-Regiment 299
Divisionseinheiten 299

## Condecorações
Durante o seu tempo de atuação, diversos soldados desta unidade foram condecorados com a Cruz de Cavaleiro da Cruz de Ferro e a Cruz Germânica:
| Nome                                                      | Data              | Patente               | Unidade                              |
| --------------------------------------------------------- | ----------------- | --------------------- | ------------------------------------ |
| Cruz de Cavaleiro da Cruz de Ferro com Folhas de Carvalho |                   |                       |                                      |
| Fritsche, Hans-Martin [307. EL]                           | 02.10.1943        | Major                 | Kdr I./Gren.Rgt 528                  |
| Kiesling, Heinrich [321. EL]                              | 07.11.1943        | Major                 | Führer Gren.Rgt 529                  |
| Cruz de Cavaleiro da Cruz de Ferro                        |                   |                       |                                      |
| Moser, Willi                                              | 26.10.1941        | Generalleutnant       | Kdr 299. Inf.Div                     |
| Oriola Graf von, Ralph                                    | 23.12.1943        | Generalleutnant       | Kdr 299. Inf.Div                     |
| Bürger, Thomas                                            | 04.03.1942        | Hauptmann             | Kdr III./Inf.Rgt 528                 |
| Dörmann, Friedrich                                        | 18.01.1944        | Hauptmann z.V.        | Kdr II./Gren.Rgt 528                 |
| Fritsche, Hans-Martin                                     | 10.03.1943        | Hauptmann             | Kdr II./Gren.Rgt 528                 |
| Wilhelm Hinerasky                                         | 23.12.1943        | Oberstleutnant        | Kdr Gren.Rgt 528                     |
| Laier, Gustav                                             | 03.11.1944        | Hauptmann d.R.        | Führer II./Gren.Rgt 528              |
| Meinhardt, Rudolf                                         | 15.05.1944        | Obergefreiter stellv. | Gruppenführer im Pi.Zug/Gren.Rgt 528 |
| Becker, Heinrich                                          | 06.04.1944        | Unteroffizier         | Gruppenführer i. d. 8./Gren.Rgt 529  |
| Burgdorf, Wilhelm                                         | 29.09.1941        | Oberst                | Kdr Inf.Rgt 529                      |
| Grosse, Gert                                              | 03.01.1944        | Major                 | Kdr II./Gren.Rgt 529                 |
| Hübner, Rudolf Dr.med.dent.                               | 09.03.1945        | Oberstleutnant        | Führer Gren.Rgt 529                  |
| Otto, Rudolf-Herbert                                      | 15.05.1944        | Unteroffizier         | Gruppenführer i. d. 6./Gren.Rgt 529  |
| Otto, Werner                                              | 06.04.1944        | Unteroffizier         | Gruppenführer i. d. 2./Gren.Rgt 529  |
| Petersdorff von, Manfred                                  | 09.01.1942        | Major                 | Kdr I./Inf.Rgt 529                   |
| Reichelt, Martin                                          | 04.05.1944        | Hauptmann d.R.        | Kdr I./Gren.Rgt 529                  |
| Ritter, Hugo                                              | 24.02.1945        | Major                 | Kdr II./Gren.Rgt 529                 |
| Christowzik, Kurt                                         | 22.08.1943        | Oberleutnant d.R.     | Chef 6./Gren.Rgt 530                 |
| Kümmling, Otto                                            | 04.05.1944        | Unteroffizier         | Gruppenführer i. d. 6./Gren.Rgt 530  |
| Lorenz, Herbert                                           | 04.05.1944        | Oberfeldwebel         | Zugführer i. d. 4.(MG)/Gren.Rgt 530  |
| Rhein, Joseph                                             | 23.02.1944        | Hauptmann             | Kdr I./Gren.Rgt 530                  |
| Wittkopf, Heinrich                                        | 29.09.1941        | Oberst                | Kdr Inf.Rgt 530                      |
| Zwer, Franz                                               | 06.04.1944        | Oberfeldwebel         | Zugführer i. d. 6./Gren.Rgt 530      |
| Liese, Heinrich                                           | 14.04.1943        | Wachtmeister          | Zugführer i. d. 2./Art.Rgt 299       |
| Spier, Paul                                               | 10.09.1944        | Major                 | Kdr Pz.Jäg.Abt 299                   |
| Becker, Wilhelm                                           | 18.02.1945        | Oberfeldwebel         | Zugführer i. d. Pz.Jäg.Kp 1299       |
| Britzke von, Achim                                        | 23.10.1944        | Hauptmann d.R.        | Chef Pz.Jäg.[Stug.]Kp 1299           |
| Mahnken, Heinrich                                         | 05.04.1942        | Rittmeister d.R.      | Kdr Aufkl.Abt 299                    |
| Lange, Erich                                              | 28.10.1944        | Hauptmann d.R.        | Führer Div.Füs.Btl (AA) 299          |
| Fuchs, August                                             | 18.02.1945        | Hauptmann             | Führer eines Kampfgruppe des FEB 299 |
| Schütt, Kurt                                              | 14.02.1945        | Major                 | Kdr FEB 299                          |
| Cruz Germânica em Prata                                   |                   |                       |                                      |
| Grether, Dr. Gustav                                       | 24.11.1944        | Oberfeldarzt          | Stab/299. Inf.Div.                   |
| Cruz Germânica em Ouro                                    |                   |                       |                                      |
| Absmeier, Friedrich                                       | 01.11.1943        | Hauptmann             | 1./Art.Rgt. 299                      |
| Adamczyk, Georg                                           | 28.11.1944        | Wachtmeister          | 4./Art.Rgt. 299                      |
| Albrecht, Werner                                          | 12.05.1944        | Oberwachtmeister      | 1./Div.Füs.Btl. (AA) 299             |
| Bausch, Karl                                              | 11.12.1943        | Oberleutnant d.R.     | 4./Gren.Rgt. 528                     |
| Berger, Alfred                                            | 22.12.1944        | Leutnant d.R.         | 2./Gren.Rgt. 528                     |
| Biedermann, Gottfried                                     | 15.12.1944        | Wachtmeister          | 11./Art.Rgt. 299                     |
| Blaschke, Johann                                          | 20.01.1945        | Feldwebel d.R.        | 7./Gren.Rgt. 529                     |
| Blecher, Walter                                           | 10.02.1944        | Oberleutnant          | 1./Gren.Rgt. 530                     |
| Böll, ?                                                   | 30.11.1944        | Oberleutnant          | Gren.Rgt. 529                        |
| Brasch, Hans-Joachim                                      | 08.11.1943        | Hauptmann d.R.        | 2./Art.Rgt. 299                      |
| Breuel, Wilhelm                                           | 03.10.1942        | Oberleutnant d.R.     | 7./Inf.Rgt. 528                      |
| Buchbach, Alfred                                          | 07.01.1945        | Unteroffizier         | 2./Gren.Rgt. 529                     |
| Bürcky, Heinz                                             | 19.12.1941        | Oberst                | Inf.Rgt. 528                         |
| Burmeier, Georg                                           | 21.03.1943        | Major                 | Stab/Gren.Rgt. 529                   |
| Christofzik, Kurt                                         | 02.04.1943        | Oberleutnant d.R.     | 3./Gren.Rgt. 530                     |
| Clausen, Ernst                                            | 16.01.1944        | Oberst                | Gren.Rgt. 530                        |
| Crysandt, Kurt                                            | 01.11.1943        | Oberleutnant d.R.     | 8./Gren.Rgt. 530                     |
| Deisenroth, Otto                                          | 30.05.1942        | Leutnant d.R.         | 3./Inf.Rgt. 529                      |
| Dörmann, Friedrich                                        | 28.05.1943        | Oberleutnant z.V.     | III./Gren.Rgt. 528                   |
| Dornieden, Alfred                                         | 26.09.1942        | Leutnant              | 1./Pi.Btl. 299                       |
| Ehlers, Günter                                            | 07.12.1944        | Leutnant              | 5./Art.Rgt. 299                      |
| Epp, Franz                                                | 30.12.1943        | Major                 | I./Art.Rgt. 299                      |
| Eppler, Werner                                            | 20.06.1944        | Oberleutnant d.R.     | 7./Gren.Rgt. 530                     |
| Erdmann, Anton                                            | 29.03.1943        | Feldwebel             | 11./Gren.Rgt. 530                    |
| Fischer, Karl-Heinz                                       | 24.05.1942        | Major                 | II./Inf.Rgt. 529                     |
| Frohwein, Fritz                                           | 15.12.1944        | Leutnant d.R.         | 2./Gren.Rgt. 528                     |
| Frosch, Konrad                                            | 18.06.1943        | Hauptmann             | 9./Gren.Rgt. 529                     |
| Fuchs, August                                             | 01.04.1944        | Hauptmann             | 8./Gren.Rgt. 529                     |
| Gatterer, Franz                                           | 22.12.1944        | Oberfeldwebel         | 1./Pi.Btl. 299                       |
| Gatzemeier, Albert                                        | 05.03.1944        | Oberwachtmeister      | 1./Div.Füs.Btl. (AA) 299             |
| Gehrig, Franz                                             | 24.03.1943        | Oberleutnant          | 9./Gren.Rgt. 530                     |
| Göller, Martin                                            | 01.11.1943        | Oberfeldwebel         | 15./Gren.Rgt. 530                    |
| Gossmann, Eduard                                          | 28.02.1942        | Hauptmann             | III./Inf.Rgt. 529                    |
| Grass, Oscar                                              | 27.03.1944        | Major                 | II./Art.Rgt. 299                     |
| Grosse, Gert                                              | 24.05.1942        | Oberleutnant          | 10./Inf.Rgt. 529                     |
| Grubert, Josef                                            | 13.01.1945        | Oberleutnant d.R.     | 8./Gren.Rgt. 529                     |
| Guyot, Ernst                                              | 03.08.1943        | Hauptmann d.R.        | I./Gren.Rgt. 528                     |
| Hartmann, Karl-Heinz                                      | 10.08.1943        | Oberleutnant d.R.     | 9./Gren.Rgt. 528                     |
| Heesch, Gerhard                                           | 15.12.1944        | Oberfunkmeister       | Art.Rgt. 299                         |
| Heiner, Richard                                           | 25.03.1944        | Oberfeldwebel         | 7./Gren.Rgt. 529                     |
| Herrmann, Linus                                           | 29.10.1943        | Oberfeldwebel         | 8./Gren.Rgt. 530                     |
| Hetmanczyk, Sigmund                                       | 11.04.1944        | Oberwachtmeister      | 2./Art.Rgt. 299                      |
| Hill, Hans                                                | 13.01.1945        | Hauptmann             | 5./Gren.Rgt. 529                     |
| Hillenbrand, Franz                                        | 21.10.1943        | Oberfeldwebel         | 14./Gren.Rgt. 530                    |
| Holzhauer, Fritz                                          | 25.03.1944        | Hauptmann             | 1./Div.Füs.Btl. (AA) 299             |
| Huebner, Dr. med.dent. Rudolf                             | 21.04.1943        | Oberst                | Gren.Rgt. 529                        |
| Hupfeld, Heinrich                                         | 13.12.1944        | Hauptmann             | 11./Art.Rgt. 299                     |
| Kayser, Josef                                             | 27.03.1944        | Hauptmann d.R.        | 3./Art.Rgt. 299                      |
| Kilian, Adam                                              | 07.12.1944        | Unteroffizier         | 1./Gren.Rgt. 529                     |
| Kilimann, Friedrich                                       | 07.12.1944        | Obergefreiter         | 3./Gren.Rgt. 529                     |
| Knißling, Walter                                          | 01.11.1943        | Unteroffizier         | 5./Art.Rgt. 299                      |
| Köhler, Helmut                                            | 11.12.1943        | Feldwebel             | 1./Gren.Rgt. 530                     |
| Krengel, Gustav                                           | 18.12.1944        | Leutnant              | I./Art.Rgt. 299                      |
| Kückes, Horst                                             | 30.12.1944        | Wachtmeister          | 1./Art.Rgt. 299                      |
| Laier, Gustav                                             | 25.03.1944        | Oberleutnant          | 6./Gren.Rgt. 529                     |
| Lenk, Dr. Rolf                                            | 11.04.1944        | Hauptmann             | 5./Art.Rgt. 299                      |
| Lennarz, Josef                                            | 02.05.1944        | Feldwebel             | 3./Gren.Rgt. 530                     |
| Liebing, Helmut                                           | 06.01.1945        | Oberfeldwebel         | 1./Gren.Rgt. 529                     |
| Lorenz, Herbert                                           | 11.12.1943        | Oberfeldwebel         | 4./Gren.Rgt. 530                     |
| Lotz, Adolf                                               | 27.11.1944        | Hauptmann d.R.        | Gren.Rgt. 528                        |
| Ludwig, Otto                                              | 14.05.1944        | Feldwebel             | 8./Gren.Rgt. 530                     |
| Lustig, Erwin                                             | 01.11.1943        | Oberleutnant d.R.     | 3./Gren.Rgt. 529                     |
| Mäss, Albert                                              | 22.12.1943        | Oberfeldwebel         | 2./Gren.Rgt. 529                     |
| Mistlbachner, Fritz                                       | 27.03.1944        | Oberfeldwebel         | 6./Gren.Rgt. 529                     |
| Mohr, Jakob                                               | 24.04.1944        | Unteroffizier         | I./Gren.Rgt. 530                     |
| Moser, Willi                                              | 27.05.1942        | Generalleutnant       | Kdr. 299. Inf.Div.                   |
| Mrochen, Franz                                            | 11.04.1944        | Hauptmann             | 11./Art.Rgt. 299                     |
| Müller, Josef                                             | 02.05.1944        | Hauptmann d.R.        | 8./Gren.Rgt. 528                     |
| Neuweger, Walter                                          | 03.08.1943        | Oberleutnant d.R.     | 3./Gren.Rgt. 528                     |
| Nitschmann, Richard                                       | 23.04.1944        | Hauptmann d.R.        | 6./Art.Rgt. 299                      |
| Nöll, Albert                                              | 30.11.1944        | Oberleutnant          | Gren.Rgt. 529                        |
| Paetzel, Gustav                                           | 02.03.1944        | Major d.R.            | III./Art.Rgt. 299                    |
| Petermann, Edgar                                          | 05.05.1943        | Oberfeldwebel         | 6./Gren.Rgt. 530                     |
| Petzold, Max                                              | 28.02.1942        | Oberleutnant d.R.     | 6./Inf.Rgt. 529                      |
| Pfeifenbring, Hermann                                     | 08.02.1945        | Feldwebel d.R.        | 8./Gren.Rgt. 529                     |
| Philippi, Peter                                           | 01.09.1944        | Unteroffizier         | 1./Pz.Jäg.Abt. 299                   |
| Pithan, Wilhelm                                           | 08.02.1945        | Hauptmann d.R.        | 7./Gren.Rgt. 529                     |
| Rapp, Willi                                               | 08.06.1942        | Oberleutnant          | 1./Inf.Rgt. 529                      |
| Reichelt, Martin                                          | 28.05.1943        | Hauptmann d.R.        | II./Gren.Rgt. 529                    |
| Rhein, Joseph                                             | 21.04.1943        | Hauptmann             | Gren.Rgt. 530                        |
| Rinker, Wilhelm                                           | 26.09.1944        | Oberleutnant d.R.     | 1./Art.Rgt. 299                      |
| Ritter, Hugo                                              | 01.11.1943        | Hauptmann             | Gren.Rgt. 529                        |
| Rose, Max                                                 | 20.01.1945        | Oberleutnant          | 4./Gren.Rgt. 530                     |
| Rosenfelder, Albert                                       | 23.01.1944        | Leutnant d.R.         | 3./Gren.Rgt. 528                     |
| Rützel, Eugen                                             | 23.11.1944        | Unteroffizier         | 1./Gren.Rgt. 528                     |
| Rupprechter, Franz                                        | 20.05.1944        | Obergefreiter         | 5./Art.Rgt. 299                      |
| Saller, Sebastian                                         | 18.12.1944        | Oberfeldwebel         | 6./Gren.Rgt. 528                     |
| Schanbacher, Karl                                         | 26.09.1944        | Oberleutnant d.R.     | 2./Art.Rgt. 299                      |
| Schmid, Josef                                             | 23.04.1944        | Oberleutnant d.R.     | 4./Art.Rgt. 299                      |
| Schneider, Otto                                           | 25.03.1944        | Oberleutnant          | 7./Gren.Rgt. 528                     |
| Schön, Thilo                                              | 15.12.1944        | Wachtmeister          | 1./Art.Rgt. 299                      |
| Schrödter, Rudi                                           | 28.05.1944        | Feldwebel             | 3./Gren.Rgt. 530                     |
| Schütt, Kurt                                              | 26.09.1942        | Oberleutnant d.R.     | 2./Inf.Rgt. 529                      |
| Schulz, Bruno                                             | 18.06.1943        | Oberleutnant d.R.     | 7./Gren.Rgt. 530                     |
| Schulze, Dr. Fritz                                        | 09.07.1942        | Major d.R.            | I./Art.Rgt. 299                      |
| Stahl, August                                             | 21.02.1944        | Unteroffizier         | 5./Art.Rgt. 299                      |
| Steiof, Josef                                             | 12.11.1942        | Hauptmann             | III./Inf.Rgt. 530                    |
| Stephan, Franz                                            | 27.03.1944        | Hauptmann             | 8./Art.Rgt. 299                      |
| Stöhr, Heinrich                                           | 20.09.1944        | Hauptmann d.R.        | I./Art.Rgt. 299                      |
| Streit, Nikolaus                                          | 30.11.1944        | Obergefreiter         | 3./Gren.Rgt. 529                     |
| Strub, Max                                                | 24.04.1944        | Unteroffizier         | 14./Gren.Rgt. 530                    |
| Taffe, Erich                                              | 23.08.1942        | Oberleutnant d.R.     | 5./Inf.Rgt. 528                      |
| Thiele, Reinhard                                          | 29.10.1943        | Oberleutnant d.R.     | 11./Gren.Rgt. 530                    |
| Traute, Georg                                             | 01.11.1943        | Oberleutnant d.R.     | 12./Gren.Rgt. 530                    |
| Vogel, Siegfried                                          | 11.11.1943        | Hauptmann d.R.        | Div.Füs.Btl. 299                     |
| Walz, Sebastian                                           | 24.04.1944        | Hauptmann d.R.        | 4./Gren.Rgt. 529                     |
| Weber, Philipp                                            | 01.11.1943        | Hauptmann             | II./Gren.Rgt. 530                    |
| Wied, Hans                                                | 11.04.1944        | Hauptmann             | 7./Art.Rgt. 299                      |
| Wienczek, Franz                                           | 27.03.1944        | Oberwachtmeister      | 4./Art.Rgt. 299                      |
| Wittkopf, Heinrich                                        | 28.02.1943        | Oberst                | Gren.Rgt. 530                        |
| Wohlfeil, Rudolf                                          | 11.12.1943        | Oberleutnant          | 5./Gren.Rgt. 530                     |
| Würfel, Gustav                                            | 11.04.1944        | Hauptmann             | 10./Art.Rgt. 299                     |
| Wurm, Georg                                               | 23.01.1944        | Feldwebel             | 4./Gren.Rgt. 530                     |
| Zierdt, Walter                                            | 29.10.1943        | Oberfeldwebel         | III./Gren.Rgt. 530                   |
| Broche de combate pessado em Ouro                         |                   |                       |                                      |
| Buchbach, Alfred                                          | 09.12.1944        | Unteroffizier         | Gruppenführer i. d. 2./Gren.Rgt. 529 |
| Kilian, Adam                                              | 05.11.1944        | Unteroffizier         | Gruppenführer i. d. 1./Gren.Rgt. 529 |
| Kilimann, Friedrich                                       | 09.11.1944        | Obergefreiter d.R.    | Gruppenführer i. d. 3./Gren.Rgt. 529 |
| Liebing, Helmut                                           | 28.11.1944        | Oberfeldwebel         | Zugführer i. d. 1./Gren.Rgt. 529     |
| Rosenfelder, Albert                                       | 05.11.1944        | Oberleutnant          | Chef 3./Felders.Btl. 299             |
| Streit, Nikolaus                                          | 05.11.1944        | Obergefreiter         | 3./Gren.Rgt. 529                     |
| Certificado de Louvor do Comandante-em-Chefe do Exército  |                   |                       |                                      |
| Bader, Alfred                                             | 27.12.1944 (5071) | Oberleutnant          | Chef 3./Pi.Btl. 299                  |
| Bürger                                                    | 30.07.1941 (176)  | Oberleutnant          | III./Inf.Rgt. 528                    |
| Eulenberg, Heinrich                                       | 07.04.1944 (3096) | Wachtmeister          | Battr.Offz. 12./Art.Rgt. 299         |
| Fuchs, August                                             | 17.08.1944 (3722) | Hauptmann             | Chef 8./Gren.Rgt. 529                |
| Giehl, Friedrich                                          | 30.07.1941 (109)  | Gefreiter             | 14./Inf.Rgt. 530                     |
| Nitschmann, Richard                                       | 27.11.1943 (2532) | Oberleutnant          | Battr.Chef 6./Art.Rgt. 299           |
| Schmidt, Paul                                             | 30.07.1941 (108)  | Unteroffizier         | 14./Inf.Rgt. 530                     |
| Skora, Paul                                               | 07.04.1944 (3099) | Wachtmeister          | VB i. d. 4./Art.Rgt. 299             |

Além dos soldados, 4 unidades da divisão também foram condecoradas:
| Unidade                                                                                       | Data de abate/combate | Local           | Data condecoração                 |
| --------------------------------------------------------------------------------------------- | --------------------- | --------------- | --------------------------------- |
| Certificado Louvor do Comandante-em-Chefe do Exército (nível unidade)                         |                       |                 |                                   |
| Infanterie-Regiment 530                                                                       | 01./02.07.1941        | Wolhynien       | 20.08.1941 / Vorschlagsbuch (061) |
| I./Infanterie-Regiment 530                                                                    | 27.12.1941-07.01.1942 | Tim             | 01.03.1942 / Vorschlagsbuch (774) |
| Certificado Louvor do Comandante-em-Chefe do Exército para derrubar aeronaves (nível unidade) |                       |                 |                                   |
| 3./Grenadier-Regiment 529                                                                     | 11.06.1943            | Kamenka         | 14.10.1943 (396)                  |
| 12./Artillerie-Regiment 299                                                                   | 03.08.1943            | Schirkiny-Dwory | 01.11.1943 (421)                  |

## Serviço de Guerra
| Data              | Corpo                    | Exército                  | Grupo de Exércitos | Área                  |
| ----------------- | ------------------------ | ------------------------- | ------------------ | --------------------- |
| maio de 1940      | Reserva                  |                           |                    | Ohrdruff              |
| junho de 1940     | VII Corpo de Exército    | 16º Exército              | A                  | França                |
| julho de 1940     | V Corpo de Exército      | 9º Exército               | A                  | França                |
| agosto de 1940    | V Corpo de Exército      | 16º Exército              | A                  | França                |
| setembro de 1940  | IX Corpo de Exército     | 12º Exército              | B                  | Polônia               |
| janeiro de 1941   | IX Corpo de Exército     | 17º Exército              | B                  | Polônia               |
| maio de 1941      | XXIX Corpo de Exército   | 6º Exército               | A                  | Polônia               |
| junho de 1941     | XXIX Corpo de Exército   | 6º Exército               | Süd                | Shitomir, Kiew, Donez |
| janeiro de 1942   |                          | 6º Exército e 2º Exército | Süd                | Liwny                 |
| março de 1942     |                          | 2º Exército               | Süd                | Liwny                 |
| abril de 1942     | LV Corpo de Exército     | 2º Exército               | Süd                | Liwny                 |
| agosto de 1942    | LV Corpo de Exército     | 2º Exército               | B                  | Liwny                 |
| janeiro de 1943   | LV Corpo de Exército     | 2º Exército               | B                  | Liwny                 |
| março de 1943     | XXXV Corpo de Exército   | 2º Exército Panzer        | Mitte              | Liwny                 |
| setembro de 1943  | XXXXVI Corpo de Exército | 9º Exército               | Mitte              | Brjansk               |
| outubro de 1943   | XXXV Corpo de Exército   | 2º Exército               | Mitte              | Gomel                 |
| dezembro de 1943  | XXXV Corpo de Exército   | 9º Exército               | Mitte              | Bobruisk              |
| janeiro de 1944   | XXXV Corpo de Exército   | 9º Exército               | Mitte              | Bobruisk              |
| fevereiro de 1944 | VI Corpo de Exército     | 3º Exército Panzer        | Mitte              | Witebsk               |
| julho de 1944     |                          |                           |                    |                       |
| setembro de 1945  | XXXXI Corpo de Exército  | 4º Exército               | Mitte              | Grodno, Augustowo     |
| outubro de 1945   | XXIII Corpo de Exército  | 2º Exército               | Mitte              | Narew, Rozan          |
| janeiro de 1945   | XXIII Corpo de Exército  | 2º Exército               | Mitte              | Narew, Rozan          |
| fevereiro de 1945 | VI Corpo de Exército     | 4º Exército               | Nord               | Heiligenbeil          |
| março de 1945     | XXVI Corpo de Exército   | 4º Exército               | Nord               | Heiligenbeil          |